# Juan Jaime
Pour les articles homonymes, voir Jaime.
Jaime  Hernández est un nom espagnol. Le premier nom de famille, en général paternel, est Jaime ; le second, en général maternel, souvent omis, est Hernández.
Juan José Jaime Hernández, né le 2 août 1987 à San Cristóbal, (République dominicaine) et mort le 27 décembre 2024, est un lanceur de relève droitier de baseball jouant en 2016 avec les Chunichi Dragons de la Ligue centrale du Japon.
Il évolue dans la Ligue majeure de baseball pour les Braves d'Atlanta en 2014 et 2015.

## Carrière
Juan Jaime signe son premier contrat professionnel en décembre 2004 avec les Nationals de Washington. De 2006 à 2009, il évolue en ligues mineures dans l'organisation des Nationals. Il rate toutes les saisons 2010 et 2011 à la suite d'une opération de type Tommy John à l'épaule droite subie en avril 2010. Durant cette période, plus précisément le 19 novembre 2010, Jaime passe des Nationals aux Diamondbacks de l'Arizona, ces derniers le réclamant au ballottage. Il ne lance jamais pour un club affilié à cette franchise et le 19 août 2011 est mis sous contrat par les Braves d'Atlanta.
Après une longue remise en forme qui débute en 2012 lorsqu'il se rapporte à un club-école des Braves, Juan Jaime fait ses débuts dans le baseball majeur pour Atlanta le 20 juin 2014 comme lanceur de relève pour lancer sans accorder de point la 11e manche d'un match gagné après 13 par son club sur les Nationals de Washington.
En 2014 et 2015, Jaime lance 18 fois en relève pour Atlanta et présente une moyenne de points mérités de 5,93 en 13 manches et deux tiers lancées, avec une défaite et 19 retraits sur des prises.
Avec les lanceurs gauchers Ian Thomas et Eric Stults et le joueur de champ intérieur Alberto Callaspo, Juan Jaime est le 27 mai 2015 échangé des Braves aux Dodgers de Los Angeles contre le joueur de troisième but Juan Uribe et le releveur droitier Chris Withrow. Jaime est assigné aux mineures pour le reste de l'année et ne joue pas un seul match avec les Dodgers.
Pour 2016, Jaime rejoint les Chunichi Dragons de la Ligue centrale du Japon.